# Pterostoma
Pterostoma é um gênero de traça pertencente à família Arctiidae.